# (18766) Broderick
(18766) Broderick (1999 JA22) – planetoida z grupy pasa głównego asteroid okrążająca Słońce w ciągu 4,03 lat w średniej odległości 2,53 j.a. Odkryta 10 maja 1999 roku.